# Mindura obscura
Mindura obscura är en insektsart som först beskrevs av Fabricius 1803.  Mindura obscura ingår i släktet Mindura och familjen Nogodinidae. Inga underarter finns listade i Catalogue of Life.